# Кендрик, Элли
Элеанор Люси В. «Элли» Кендрик (англ. Eleanor Lucy V. "Ellie" Kendrick; род. 6 июня 1990) — английская актриса, известная по роли Анны Франк в мини-сериале BBC 2009 года «Дневник Анны Франк», Иви Моррис в первой серии сериала 2010 года «Вверх и вниз по лестнице», и Миры Рид в сериале канала HBO «Игра престолов».

## Ранняя жизнь
Кендрик родилась в Лондоне. Она поступила в Бенеденскую школу в Кенте и проводила время в Национальном молодёжном театре. В октябре 2009 года, она получила место для изучения английского языка в Кембриджском университете.

## Карьера
Кендрик исполняла роли в «Воскрешая мёртвых» (2004), «Доктора» (2004), «Главный подозреваемый» (2006), «Льюис» (2007), и «Воспитание чувств» по сценарию Ника Хорнби, который был представлен на кинофестивале в Сандэнсе 2009 года.
Кендрик сыграла Анну Франк в мини-сериале 2009 года «Дневник Анны Франк». Её представление похвалили за «принесение свежего реализма культовой роли».
В 2012 году, Кендрик появилась в роли Миры Рид в третьем сезоне «Игры престолов».

## Фильмография
| Год       | Название                             | Ориг. название               | Роль          | Примечания                                                                                 |
| --------- | ------------------------------------ | ---------------------------- | ------------- | ------------------------------------------------------------------------------------------ |
| 2004      | Воскрешая мёртвых                    | Waking the Dead              | молодая Грета | Эпизод: «The Hardest Word, Part 2»                                                         |
| 2004      | Доктора                              | Doctors                      | Лора          | Эпизод: «Promises, Promises»                                                               |
| 2006      | Главный подозреваемый: Последний акт | Prime Suspect: The Final Act | Мелани        | телефильм                                                                                  |
| 2007      | Льюис                                | Lewis                        | Меган Линн    | Эпизод: «Whom the Gods Would Destroy»                                                      |
| 2009      | Дневник Анны Франк                   | The Diary of Anne Frank      | Анна Франк    | 5 эпизодов Номинация—Премия «Спутник» за лучшую женскую роль в мини-сериале или телефильме |
| 2009      | Воспитание чувств                    | An Education                 | Тина          | Роль второго плана                                                                         |
| 2010      | Вверх и вниз по лестнице             | Upstairs Downstairs          | Иви Моррис    | 3 episodes                                                                                 |
| 2012-2013 | Быть человеком                       | Being Human                  | Эллисон       | 2 эпизода                                                                                  |
| 2013      | Плохие                               | Misfits                      | Хелен         | 5 эпизодов                                                                                 |
| 2013—2017 | Игра престолов                       | Game of Thrones              | Мира Рид      | Второстепенная роль (сезоны 3—4, 6—7) 16 эпизодов                                          |
| 2018      | Ярмарка тщеславия                    | Vanity Fair                  | Джейн Осборн  |                                                                                            |

## Радиография
| Год  | Название      | Студия   |
| ---- | ------------- | -------- |
| 2011 | Life and fate | BBC Four |
| 2012 | Dracula       | BBC Four |